# Audrey Fleurot
Pour les articles homonymes, voir Fleurot.
Audrey Fleurot est une actrice française, née le 6 juillet 1977 à Mantes-la-Jolie (Yvelines).
Elle se fait connaître du grand public par son interprétation de la Dame du lac dans Kaamelott (2005-2009), puis enchaîne les rôles marquants à la télévision, notamment celui de Joséphine Karlsson dans Engrenages (2005-2020) et d'Hortense Larcher dans Un village français (2009-2017).
Sa popularité au cinéma s'accroît à partir de sa participation au film à succès Intouchables (2011). Elle alterne dès lors les premiers et seconds rôles dans de nombreuses comédies et drames, comme La Fleur de l'âge (2012), Pop Redemption (2013) ou encore L'Idéal (2016).
Elle poursuit parallèlement une carrière télévisée active, apparaissant dans des mini-séries telles que Safe (2017) et Le Bazar de la Charité (2019). Elle connaît un large succès populaire avec la série HPI (depuis 2021), dans laquelle elle tient le rôle principal.

## Biographie

### Jeunesse et formations
Audrey Fleurot naît le 6 juillet 1977 à Mantes-la-Jolie. Elle est fille unique. Son père est pompier et également comédien à la Comédie-Française, tandis que sa mère exerce comme puéricultrice.
Après avoir étudié au lycée Lamartine à Paris, où elle suit une formation en arts dramatiques dans le cadre de son baccalauréat littéraire, Audrey Fleurot est étudiante à l'université Paris 1 Panthéon-Sorbonne (UFR Arts plastiques et sciences de l'art) de 1995 à 1997, avant d'intégrer l'ENSATT de Lyon, où elle se forme entre 1997 et 2000.

### Débuts
Après une formation initialement centrée sur le théâtre, Audrey Fleurot débute sur les planches. Elle se fait connaître du grand public grâce à ses rôles à la télévision et au cinéma.
En 2001, elle apparaît dans le clip de la chanson J'voulais de Sully Sefil, où elle incarne la compagne d'un braqueur.

### Révélation télévisuelle (2005–2010)
Sa première notoriété arrive en 2005, notamment grâce au rôle de la Dame du Lac dans la série Kaamelott d'Alexandre Astier, ainsi qu'à celui de Joséphine Karlsson, une avocate ambitieuse dans la série policière Engrenages, inspirée de la pénaliste Clarisse Serre,. Elle interprète également Hortense Larcher, épouse du maire, dans la série historique Un village français.
Entre 2006 et 2010, elle participe au documentaire Aux sources de Kaamelott, réalisé pour accompagner l'intégrale DVD de la série.

### Premiers rôles au cinéma (2011–2017)

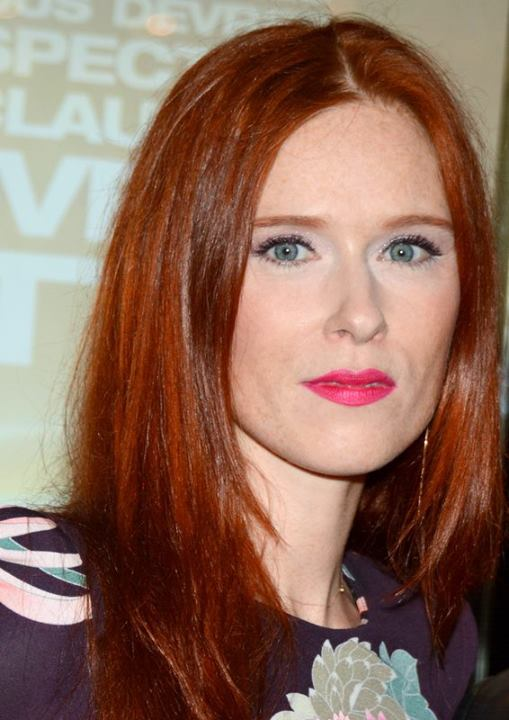
Audrey Fleurot à l'avant-première de La Confrérie des larmes (2013).

En 2011, elle apparaît brièvement dans le film Minuit à Paris de Woody Allen, son rôle étant en grande partie coupé au montage,. La même année, elle joue dans Intouchables, un immense succès populaire au box-office français, qui accroît fortement sa notoriété.
En 2012, elle apparaît dans la comédie Mais qui a retué Pamela Rose ? de Kad Merad et Olivier Baroux.
En 2013, elle tient un rôle dans La Vraie Vie des profs, une comédie d'Emmanuel Klotz et Albert Pereira Lazaro. L'année suivante, elle apparaît dans Les Reines du ring (2014), sur fond de catch féminin, et dans le thriller Belle comme la femme d'un autre de Catherine Castel.
Elle tourne ensuite dans Le Fantôme de Canterville (2016), aux côtés de Michèle Laroque, une comédie fantastique inspirée de la nouvelle d'Oscar Wilde.
En janvier 2017, elle fait partie du jury présidé par Jean-Paul Rouve lors du 24e Festival international du film fantastique de Gérardmer, puis du jury du 9e Festival international du film policier de Beaune, aux côtés de personnalités comme Valérie Donzelli et Valeria Golino.
Elle préside également le 17e Festival international des jeunes réalisateurs de Saint-Jean-de-Luz.

### Confirmation et reconnaissance (2018–2020)
En 2018, elle joue dans Le Bazar de la Charité, une mini-série historique diffusée sur TF1, où elle interprète Adrienne de Lenverpré, l'un des trois rôles principaux. Elle défend particulièrement la série,, inspirée d'un fait réel, l'incendie du Bazar de la Charité survenu en 1897 à Paris. La série est un succès critique et public,,,. Le succès international de cette série, notamment via Netflix, renforce encore sa notoriété.
En 2019, elle intègre le jury officiel du festival international Séries Mania à Lille. La même année, elle joue dans la pièce de théâtre Jo de Benjamin Guillard aux côtés de Didier Bourdon, et tourne la huitième saison d'Engrenages.
En outre, elle apparaît dans la série L'Effondrement diffusée sur Canal+, saluée par la critique.
En 2020, elle tient le rôle principal dans la pièce Bug de Tracy Letts, mise en scène par Emmanuel Daumas. Elle en est la tête d'affiche. Au cinéma, elle joue dans la comédie Divorce Club de Michaël Youn, un film récompensé au festival de comédie de l'Alpe d'Huez.

### Tête d’affiche et succès grand public
En 2021, Audrey Fleurot devient l'héroïne de la série HPI diffusée sur TF1, dans laquelle elle incarne Morgane Alvaro, une femme de ménage à très haut potentiel intellectuel recrutée par la DIPJ de Lille. Le personnage, excentrique et anticonformiste, séduit largement le public.
Le succès est immédiat : HPI réunit jusqu'à 10 millions de téléspectateurs par épisode, devenant l'un des plus gros succès d'audience pour une série française au XXIe siècle. Audrey Fleurot est saluée pour sa performance alliant humour, sensibilité et énergie.
Ce rôle marque un tournant dans sa carrière, lui conférant un statut de vedette populaire tout en lui permettant d'élargir son registre comique. Elle participe également à la production artistique de la série à partir de la saison 2.
En 2022, elle joue dans la série historique Esprit d'hiver et dans le téléfilm Mensonges pour TF1, où elle incarne une femme accusant un chirurgien renommé de viol.
Elle est également membre du jury du premier Festival du film canadien de Dieppe.

### Vie privée
En 2015, Audrey Fleurot annonce attendre son premier enfant avec son compagnon, le réalisateur Djibril Glissant. Elle donne naissance à un garçon, prénommé Lou, le 19 novembre 2015.
Elle déclare également être belle-mère de deux enfants issus d'une précédente union de son compagnon.

### Vie publique

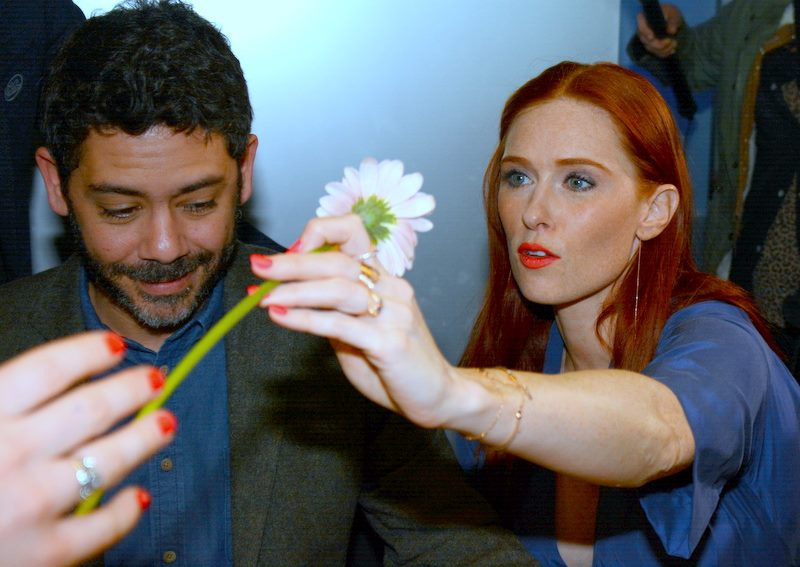
Audrey Fleurot avec Manu Payet à l'ouverture du Printemps du cinéma (2014).

#### Engagement social
En 2023, elle figure parmi les signataires d'un texte publié dans le journal Libération aux côtés de près de 300 professionnels de la culture, demandant le retrait du projet de réforme des retraites. Le texte s'adresse au président de la République, qualifiant le projet d'« injuste, inefficace, touchant plus durement les plus précaires et les femmes », tout en soulignant qu’il est « rejeté par l'immense majorité de la population, et même minoritaire à l'Assemblée nationale ».

## Filmographie

### Cinéma

#### Longs métrages
- 2007 : Les Deux Mondes de Daniel Cohen : Boubs
- 2008 : Leur morale... et la nôtre de Florence Quentin : l'héroïne de série télé
- 2009 : La Sainte Victoire de François Favrat : la commissaire
- 2011 : Les Femmes du 6e étage de Philippe Le Guay : Bettina de Brossolette
- 2011 : Minuit à Paris, de Woody Allen : invitée 1920
- 2011 : Intouchables, d'Éric Toledano et Olivier Nakache : l'assistante Magalie
- 2011 : La Délicatesse de David et Stéphane Foenkinos : Ingrid, la secrétaire de Charles
- 2012 : Mais qui a re-tué Pamela Rose ? d'Olivier Baroux et Kad Merad : la présidente des « États-Unis of America »
- 2012 : La Fleur de l'âge de Nick Quinn : Marion
- 2013 : La Vraie Vie des profs d'Emmanuel Klotz et Albert Pereira-Lazaro : Mme Oufkir
- 2013 : Les Reines du ring de Jean-Marc Rudnicki : Jessica
- 2013 : Pop Redemption de Martin Le Gall : Martine Georges
- 2013 : La Confrérie des larmes de Jean-Baptiste Andrea : Claire Foczensky
- 2013 : Fonzy, d'Isabelle Doval : Elsa
- 2014 : Belle comme la femme d'un autre de Catherine Castel : Olivia / Agathe
- 2014 : Les Gazelles de Mona Achache : Sandra
- 2014 : Sous les jupes des filles d'Audrey Dana : Sophie
- 2016 : Le Fantôme de Canterville de Yann Samuell : Aliénor de Canterville
- 2016 : L'Idéal de Frédéric Beigbeder : Valentine Winfeld
- 2018 : La Fête des mères de Marie-Castille Mention-Schaar : Anne
- 2019 : À cause des filles..? de Pascal Thomas : Bénédicte
- 2020 : Divorce Club de Michaël Youn : Albane
- 2020 : Connectés de Romuald Boulanger : Sarah
- 2021 : Kaamelott : Premier Volet d'Alexandre Astier : la Dame du Lac
- 2021 : Haters de Stéphane Marelli : Marie-Marguerite Guiniou
- 2022 : La Très Très Grande Classe de Frédéric Quiring : Madame Delahaye
- 2025 : Kaamelott : Deuxième volet partie 1 d'Alexandre Astier : la Dame du Lac
- 2025 : Regarde d'Emmanuel Poulain-Arnaud : Chris
- 2025 : Les Parfait(s) de Ludovic Bernard

#### Courts métrages
- 2002 : L'Élan des sens de Ludovic Jacques : la boxeuse
- 2004 : Les Seins de ma prof d'Anglais d'Olivier Bardy : Marie
- 2006 : Une simple histoire d'amour de Jean-Luc Mathieu : Laurence Duval
- 2008 : Bébé de Clément Michel : la sage femme
- 2014 : Notre Faust de Chloé Larouchi et Elsa Blayau : la Diablesse[28]

### Télévision

#### Téléfilms
- 2002 : Froid comme l'été de Jacques Maillot : Marine
- 2005 : La Bonne Copine de Nicolas Cuche : Charlotte
- 2007 : Fort comme un homme de Stéphane Giusti : Inès
- 2008 : Le Nouveau Monde d'Étienne Dhaene : Sophie
- 2009 : L'Amour aller-retour d'Éric Civanyan : Marie
- 2009 : La Reine et le Cardinal de Marc Rivière : la duchesse de Longueville
- 2009 : Le Bourgeois gentilhomme de Christian de Chalonge : Dorimène
- 2011 : La Vie en miettes de Denis Malleval : Clara
- 2017 : Peur sur la base de Laurence Katrian : Odessa Berken
- 2022 : Ils s'aiment... enfin presque ! d'Hervé Brami : Marie-Caroline

#### Séries télévisées
- 2003 : Blague à part : une manifestante (saison 3, épisode 2 : Avortement)
- 2004-2009 : Kaamelott : Vivianne, la dame du lac (31 épisodes)
- 2005-2020 : Engrenages : Maître Joséphine Karlsson (86 épisodes)
- 2006 : Femmes de loi : Gaelle Lemercier (saison 3, épisode 3 : Dette de sang)
- 2006 : Diane, femme flic : Rose Levenne (saison 4, épisode 3 : Mauvaise pente)
- 2007 : Confidences (minisérie)
- 2007-2010 : Équipe médicale d'urgence : Emma (3 épisodes)
- 2007 : Greco : Madeleine Giardinelli (saison 1, épisode 5 : Mon assassin)
- 2007 : PJ : Valérie Perrache (saison 11, épisode 9 : Femme fatale et saison 11 épisode 12 Vide grenier )
- 2008 : Commissaire Cordier : Estelle Mondrieux (saison 1, épisode 12 : Classe tout risque)
- 2008 : Flics : Sartet (3 épisodes)
- 2009-2017 : Un village français : Hortense Larcher (68 épisodes)
- 2009 : Éternelle, de Didier Delaître : Svetlana Jankova (6 épisodes)
- 2010-2012 : Affaires étrangères : Camille Joubert (4 épisodes)
- 2010-2013 : Tango : Joana Larsen (3 épisodes)
- 2011 : Zak : Karen (2 épisodes)
- 2012 : Homme Femme Faits divers de Gilles Graveleau : Elle
- 2013 : Le Débarquement (saison 1, épisode 2)
- 2015-2018 : Dix pour cent : elle-même (2 épisodes)
- 2017 : Les Témoins : Catherine Keemer (8 épisodes)
- 2018 : Safe : Zoé Chahal (7 épisodes)
- 2019 : Le Bazar de la Charité : Adrienne de Lenverpré (minisérie, 8 épisodes)
- 2019 : L'Effondrement : Karine (minisérie ; saison 1, épisode 4 : Le Hameau)
- 2021-2025 : HPI : Morgane Alvaro
- 2021 : Mensonges : Jeanne Sarlat (minisérie, 6 épisodes)
- 2021 : Esprit d'hiver : minisérie de Cyril Mennegun : Nathalie Weber
- 2021 et 2023 : LOL : qui rit, sort ! sur Prime Vidéo : participation (saison 2 et 4)
- 2022 : Les Combattantes : Marguerite De Lancastel (minisérie, 8 épisodes)
- 2023 : Infiltré(e) de Jean-Philippe Amar : Aurélie

#### Clips
- 2000 : J'voulais de Sully Sefil, réalisé par Olias Barco : la petite-amie
- 2000 : Le lac de Jil Caplan : une fille dans un canapé
- 2024 : Fio Maravilha de Bon Entendeur vs Nicoletta : l'employée de l'hôtel

#### Documentaires
- 2006 : Aux sources de Kaamelott, acte II « La magie et l'Église » de Christophe Chabert : interview[7]
- 2015 : Alain Delon, cet inconnu de Philippe Kohly : voix off
- 2017 : La plus belle ville du monde de Frédéric Fougea : voix off

#### Publicité
- 2018 : Cavaillès
- 2022 : Eau Thermale Jonzac
- 2023 : Dice Dreams : jeu-vidéo
- 2024 : Franck Provost

#### Doublage

##### Longs métrages
- 2006 : Mission impossible 3 : Zhen (Maggie Q)
- 2013 : Her : Samantha (Scarlett Johansson) (voix)

##### Film d'animation
- 2019 : Toy Story 4 : Bo, la bergère
- 2024 : Transformers : Le Commencement : Elita[n 1]

## Théâtre
- Ingolstadt, Rumeurs d'enfer, de Marieluise Fleisser, mise en scène Philippe Delaigue
- Tania Tania, d'O. Moukhina , mise en scène Sergeï Isaev
- 1999 : Grand et Petit, de Botho Strauss, mise en scène Grégoire Monsaingeon
- 1999 : Qui t'a rendu comme ça ?, création collective, montage de textes de Roberto Arlt, mise en scène Émilie Valantin
- 2000 : Répétition publique, d'Enzo Cormann, mise en scène Claudia Stavisky
- 2000 : Une seconde sur deux, de Sarah Fourage, mise en scène Marie-Sophie Ferdane, Théâtre de l'Élysée Lyon
- 2001 : Don Juan revient de guerre, d'Ödön von Horváth, mise en scène Richard Brunel, Théâtre du Peuple de Bussang
- 2002 : Turcaret, d'Alain-René Lesage, mise en scène Gérard Desarthe, Maison de la Culture de Loire-Atlantique Nantes, MC93 Bobigny, Théâtre des Célestins, Théâtre du Nord
- 2002 : Le Voyage de monsieur Perrichon, d'Eugène Labiche, mise en scène Laurent Pelly, Centre dramatique national des Alpes
- 2003 : Vendre !, de Laurent Pelly et Agathe Mélinand, mise en scène Laurent Pelly, Centre Dramatique National des Alpes
- 2003 : La Montée de l'insignifiance, de Cornelius Castoriadis, mise en scène Emmanuel Daumas
- 2004 : L'Échange, de Paul Claudel, mise en scène Emmanuel Daumas
- 2005 : Le Roi nu, d'Evgueni Schwartz, mise en scène Laurent Pelly, Centre dramatique national des Alpes
- 2006 : Le Songe, d'August Strindberg, mise en scène Laurent Pelly, Centre Dramatique National des Alpes
- 2008 : Le Menteur, de Carlo Goldoni, mise en scène Laurent Pelly, TNT-Théâtre national de Toulouse Midi-Pyrénées, tournée
- 2009 : Le Menteur, de Carlo Goldoni, mise en scène Laurent Pelly, Théâtre des Célestins, tournée
- 2010 : Le Menteur, de Carlo Goldoni, mise en scène Laurent Pelly, Théâtre du Gymnase, TNT-Théâtre national de Toulouse Midi-Pyrénées, tournée
- 2012 : Mademoiselle Julie, d'August Strindberg, mise en scène Robin Renucci, Tréteaux de France
- 2014 : Un dîner d'adieu de Matthieu Delaporte et Alexandre de La Patellière, mise en scène Bernard Murat, Théâtre Édouard VII
- 2016 : Le Tartuffe ou l'Imposteur de Molière, mise en scène Luc Bondy, Théâtre de l'Odéon
- 2018 : Le Tartuffe ou l'Imposteur de Molière, mise en scène Gérald Garutti, Theatre Royal Haymarket
- 2019 : Jo d'Alec Coppel, mise en scène Benjamin Guillard, Théâtre du Gymnase Marie-Bell
- 2020 : Bug de Tracy Letts, mise en scène Emmanuel Daumas, théâtre des Célestins, La Scala

## Distinctions
Sauf indication contraire, les informations mentionnées dans cette section peuvent être confirmées par la base de données cinématographiques IMDb,  présente dans la section « Liens externes ».

### Décorations
- Chevalier de l'ordre des Arts et des Lettres (2018)[29].

### Nominations
- Association des critiques de séries 2015 : meilleure actrice pour Un village français
- Association des critiques de séries 2016 : meilleure actrice pour Un village français
- Association des critiques de séries 2018 : meilleure actrice pour Engrenages
- Globe de cristal 2020 : meilleure actrice dans une minisérie ou un téléfilm pour Le Bazar de la Charité